# 麒麟掌屬
麒麟掌屬（学名：Pereskiopsis）是仙人掌科的一屬。

## 語源
麒麟掌屬的学名由（葉仙人掌屬）和希臘語字根（看似）組成，意思就是“看起來好像葉仙人掌屬植物”的意思。

## 特徵
麒麟掌屬並不像一般的仙人掌，有很大及綠色的葉子，長得像灌木。由於它們有刺座，加上其刺、刺毛及花朵，才能確定它們是仙人掌。它們會在日間開花。它們是熱帶植物，故不能抵受結霜。在冬季時，當保持種植環境於大約12°C，而且要小心水份。莖部很容易腐爛，特別是在低溫，植物生長並不活躍的時候。
麒麟掌的叶片通常是肉质化的，凭借这一点便可以将其与叶仙人掌区分开来。

## 用途
麒麟掌屬一般會作為其他仙人掌的植根，可以幫助快速生長。它們細小的直徑適合讓細小植物植根，但很多時植根植物都會長得較快。